# فيسنتي سانشيز
فيسنتي مارتن سانشيز بروغوندي (بالإسبانية: Vicente Sánchez)، من مواليد 7 ديسمبر 1979 في مونتيفيديو في أوروغواي، لاعب كرة قدم أوروغوياني.
بدأ مسيرته الكروية مع نادي سود أمريكا في عام 2000، وفي عام 2000 انتقل إلى نادي توكواريمبو، وفي عام 2001 انتقل إلى نادي ناسيونال، وفي عام 2001 انتقل إلى نادي تولوكا، ولعب معهم حتى عام 2007، وشارك معهم في 126 مباراة وسجل 66 هدف، ومنذ عام 2008 وهو يلعب مع نادي شالكه الألماني.
منذ عام 2001 وهو يلعب مع منتخب أوروغواي لكرة القدم.

## روابط خارجية
- فيسنتي سانشيز على موقع الدوري الأمريكي (الإنجليزية)
- فيسنتي سانشيز على موقع إي إس بي إن إف سي (الإنجليزية)
- فيسنتي سانشيز على موقع قاعدة بيانات كرة القدم.إي يو (الإنجليزية)
- فيسنتي سانشيز على موقع بيانات كرة القدم. دي إي (الألمانية)
- فيسنتي سانشيز على موقع ناشيونال فوتبول تيمز (الإنجليزية)
- فيسنتي سانشيز على موقع Soccerway.com (الإنجليزية)
- فيسنتي سانشيز على موقع عالم كرة القدم.نت (الإنجليزية)
- فيسنتي سانشيز على موقع AS.com (الإسبانية)